# Politecnico di Torino

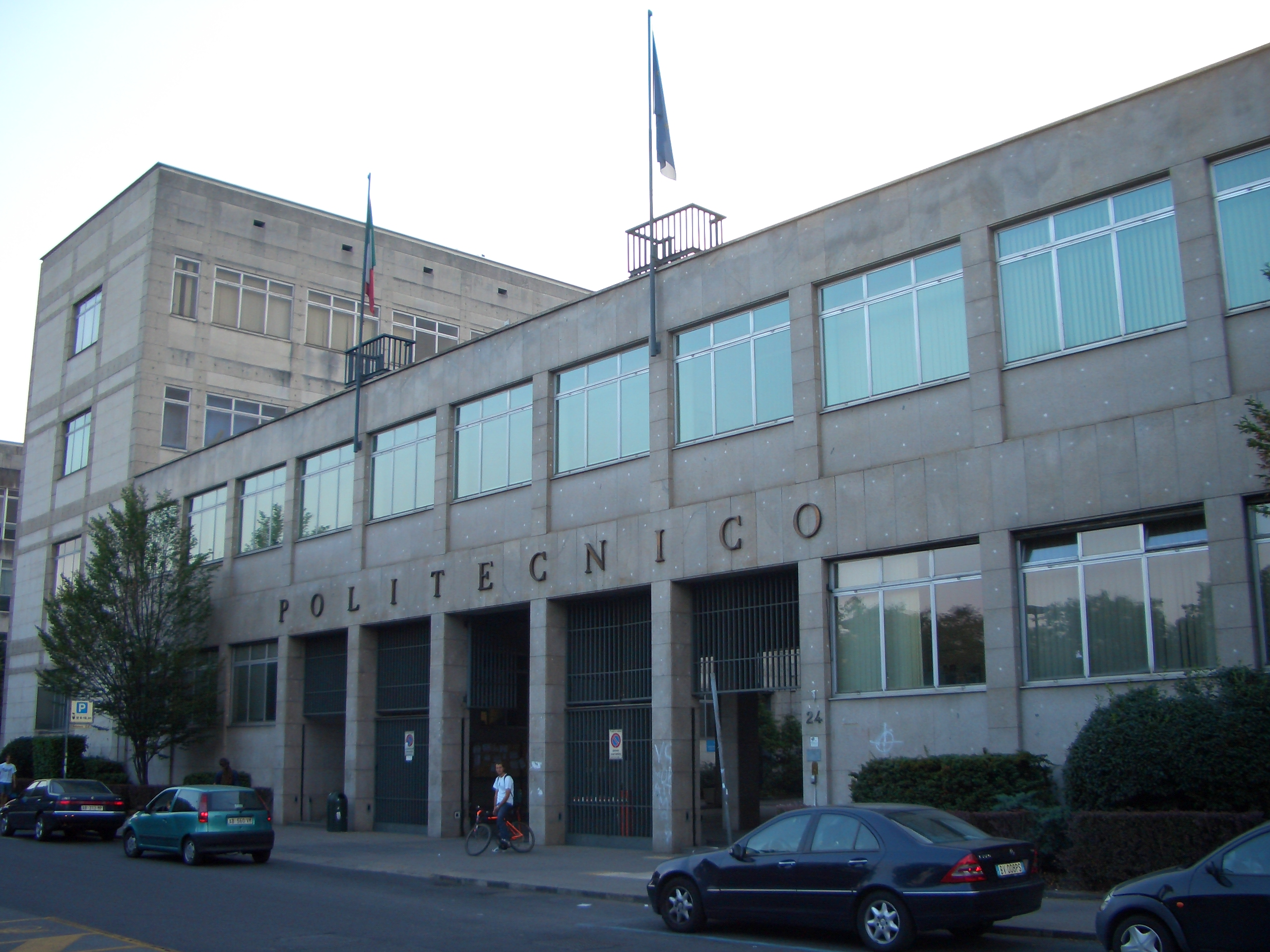
Politecnico di Torino

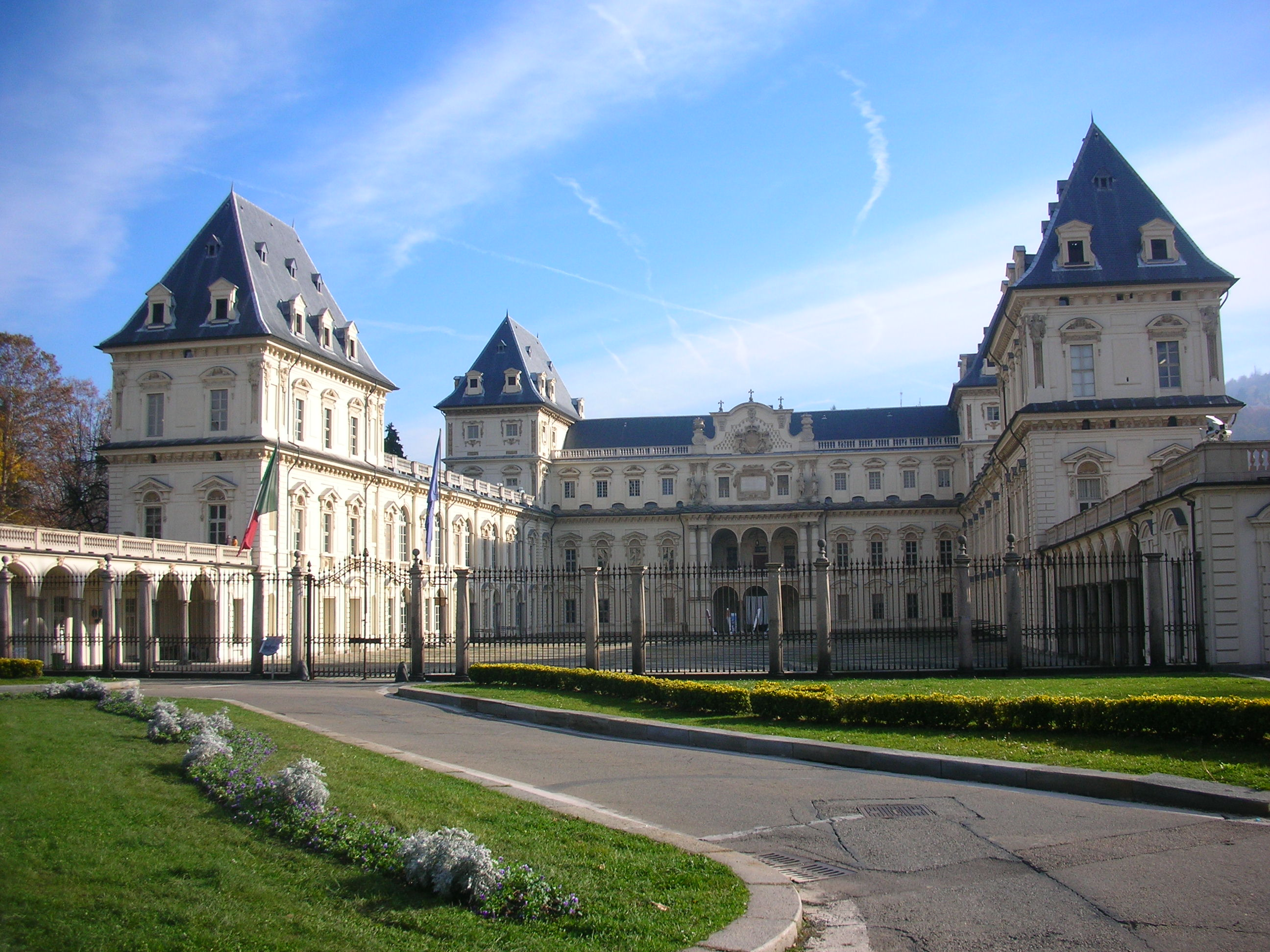
Castello del Valentino

Politecnico di Torino är en teknisk högskola i Turin som grundades 1859 som Scuola di Applicazione per gli Ingegneri och därmed är Italiens äldsta tekniska högskola. 1906 antogs namnet Regio Politecnico di Torino. 1958 invigdes ett stort komplex på Corso Duca degli Abruzzi, centralt i Turin, då de ursprungliga byggnaderna i Castello del Valentino inte längre räckte till.